# TOI-2109
TOI-2109, ook wel TIC 392476080 is een hoofdreeksster type F in het sterrenbeeld Hercules. De ster staat op ongeveer 873 lichtjaar van de Aarde vandaan.

## Geschiedenis
De ster werd in mei 2020 nader onderzocht door NASA's Transiting Exoplanet Survey Satellite mission (TESS) waarbij het werd aangemerkt als een "TESS Object of Interest", omdat er een planeet om het hemellichaam zou kunnen cirkelen. Uit waarnemingen blijkt dat de ster ongeveer 70% groter is, in formaat, en ongeveer 40% zwaarder dan de Zon. Het betreft een geel-witte type F hoofdreeksster, van ongeveer 1,77 miljard jaar oud. Deze planeet werd in november 2021 daadwerkelijk waargenomen. TOI-2109b, zoals de planeet officieel heet, blijkt elke 16 uur een volledige baan om de ster te maken. Het staat op minder dan 0,02 AE (2,4 miljoen kilometer) van de ster vandaan. Over ongeveer 10 miljoen jaar zal de planeet opgeslokt worden door TOI-2109.